# CECT
CECT es el mayor fabricante chino de teléfonos móviles. CECT ofrece copias no autorizadas o réplicas del iPhone de Apple y varios modelos de Nokia a una fracción del precio del original.
Al menos un revendedor de sus productos ha sido demandado por Apple.

## Modelos
CECT dispone de terminales en varias series:
- Hiphone (el Hiphone 4 es un clon del iPhone 4 de Apple)
- Sciphone A (A88, A88+, A380i)
- Sciphone N (N19, N21, N12)